# Catastrofi
Catastrofi è un programma televisivo italiano di genere documentario, in onda su Rai 2 dal 6 ottobre 2012, il sabato alle 15:50.
In questo programma si parla delle catastrofi che hanno colpito il pianeta.